# Arctia ditta
Arctia ditta là một loài bướm đêm thuộc phân họ Arctiinae, họ Erebidae.